# Тежки крайцери тип „Фурутака“
Фурутака (на японски: 古鷹型重巡洋艦) са серия тежки крайцери на Императорските ВМС на Япония. Първите тежки крайцери на Япония.
Проектът за крайцери-разузнавачи се разработва в Япония в периода 1916 – 1921 г., главен конструктор на окончателния вариант е Юзуру Хирага. От 4 планирани според програмата „8 – 8“ кораба в периода 1922 – 1926 г. в корабостроителниците в Нагазаки и Кобе са построени два: „Фурутака“ и „Како“. Още две единици („Аоба“ и „Кинугаса“) са строени в периода 1924 – 1927 г. и поради големите конструктивни различия се определят като отделен тип.
Корабите имат редица новаторски решения за своето време и превъзхождат по ТТХ считаните за вероятни противници американски крайцери тип „Омаха“ и британските от типа „Хокинс“. Но те морално остаряват още в хода на строежа си поради подписването на Вашингтонския договор, който регламентира за стандарт представители на този клас във вид на по-големи и по-добре въоръжени единици.
Двата крайцера служат през целия междувоенен период, през втората половина на 1930-те години преминават през радикална модернизация. Те имат активно участие в началния етап на бойните действия на Тихоокеанския театър на военните действия през Втората световна война и загиват в хода на Гуадалканалската кампания, през август и октомври 1942 г.

## Разработка на проекта
На 22 септември 1916 г. японския Морски генерален щаб изпраща на Морския технически съвет задание за разработка на ескизен проект на крайцер-разузнавач. При стандартна водоизместимост от 7200 тона той трябва да носи 76 mm брониран пояс и 12 140 mm оръдия в 4 кули и 4 щитови установки (или по-малък брой от перспективните 200 mm оръдия), имайки при това скорост от 36 възела и далечина на плаване от 6000 – 8000 морски мили. По предназначение той трябва да заеме мястото на планираните в проекта за програмата „8+4“ от 1914 г. 3 6000-тонни крайцери-разузнавачи с 203 mm оръдия, които са отказани за построяване.
Подготвеният проект е включен в приетата на 14 юли 1917 г. корабостроителна програма „8 – 4“. Според нея са планирани в срок до 1 април 1924 г. да се построят 3 такива единици на стойност 6 915 078 йени всеки. Но скоро в Япония стават известни ТТХ на корабите, поръчани в САЩ по плана „Дениелс“, и Генералния щаб преразглежда програмата, поръчвайки вместо три 7200-тонни и шест 3500-тонни осем 5500-тонни крайцера.
Във връзка с това Морския технически департамент започва преработка на проекта спрямо новите изисквания и в началото на 1918 г. представя неговия обновен вариант. Водоизместимостта нараства до 8000 тона, а въоръжението съставлява 10 – 12 140 mm оръдия в 5 – 6 кули, разположени пирамидално по краищата, и 4 сдвоени 610 mm торпедни апарата. Четири такива кораба на стойност по 8 милиона йени всеки са включени в проекта на програмата „8 – 8“, одобрена на 2 юни 1919 г. от Съвета на министрите и приета година по-късно на 43-та сесия на парламента. Въпреки това поради поскъпването на един кораб до 11 млн., поради инфлация, фактически през 1920-а финансова година са дадени поръчки само за 4 5500-тонни крайцера от трети модел.
През 1920 след дълги дискусии в САЩ решават да усилят въоръжението на крайцерите от типа „Омаха“, добавяйки им още 4 152 mm оръдия в две кули, жертвайки при това скорост. През същата година Япония посещава и влезлия в строя флагман на британската Китайска станция тежък крайцер „Хокинс“, главен кораб на едноименния тип. При водоизместимост от 9750 t той носи седем 190 mm/50 оръдия (от тях по борда могат да стрелят шест) и 76 mm (51+25) брониран пояс, при максимална скорост от 30 възела и далечина на плаване от 5400 мили на икономичен ход. Тези кораби правят голямо впечатление на японските военни, и през лятото на 1921 г. началникът на секцията за базово проектиране в МТД Юзуру Хирага предлага проект за 7500-тонен крайцер с шест 200 mm оръдия в еднооръдейни полукули и 12 610 mm торпедни апарата. Намаляването на водоизместимостта се обяснява с използването на палубната и бордовата броня в силовата конструкция на корпуса и други снижаващи теглото мерки. През август 1921 г. след одобрение на МГЩ той заменя предшественика в програмата „8 – 8“. Освен това, през октомври същата година МГЩ утвърждава разработения от капитан 3-ти ранг Фуджимото проект на експериментален крайцер, предназначен за отработката на нови технологии и включен по настояване на Хирага още в плана „8 – 4“. Този кораб, получава името „Юбари“ и е построен в държавната корабостроителница в Сасебо за рекорден срок – от юни 1922 до юли 1923 г.
На 6 февруари 1922 г. във Вашингтон между САЩ, Великобритания, Япония, Франция и Италия е подписан договора за ограничаването на морските въоръжения, постановил продължителна „линкорна ваканция“ и горната граница на ТТХ на корабите, които се разрешават за свободен строеж: водоизместимост от 10 000 дълги тона и 203 mm главен калибър. Тази планка е съществено по-високо, относно крайцера на Хираги. Въпреки това, съгласно приетата на 3 юли 1922 г. на 46-а сесия на парламента обновена корабостроителна програма, е решено да се построят всичките четири 7500-тонни кораба и четирите проектиращи се 10 000-тонни (бъдещият тип „Миоко“), отделяйки за тях предназначените за линкори в плана „8 – 8“ средства.

## Конструкция

### Корпус и компоновка
Корпусът на крайцера с най-големи размери 185,17×16,50 m се дели от прегради на 20 водонепроницаеми отсека. Много високото съотношение дължина към ширина (11,22), надхвърлящо това на който и да е друг от построените към този момент в Япония крайцер, е необходимо за достигането на високата скорост на хода.
Форщевенът има характерната извита нагоре форма, за първи път използвана при „Юбари“ – ведно с неговата голяма височина (8,53 m) и изкачващата се към носа вълнообразна горна палуба осигурява на сравнително нискобордния (5,58 m) крайцер добра мореходност. Зад полубака следва кулоподобната надстройка, шестте нива на която (най-високото се издига на 26 m над нивото на водата) включват в себе си бойната, щурманската и радиорубката, ходовия мостик и приборите за управление на огъня.
Следва правата фокмачта, двата комина (носовият е сдвоен, което по онова време е новост) и въздухозаборниците на вентилаторите на машинните и котелните отделения. Зад тях е хангарът за хидросамолетите, триногата гротмачта с товарна стрела и кърмовата надстройка. Спасителните средства са представени от шест 9 m лодки, два 11 m катера и два 6 m сампана.
Двете машинни и котелни отделения (от второ до седмо) са разделени от централна преграда. Този детайл е обект на спорове между конструктора и флота: Хирага счита, че предизвиканите от нея многобройни случаи на гибел на кораби поради преобръщане я правят ненужна и даже вредна, МГЩ се позовава на прекалено високия риск от наводняване на силовата установка от само едно попадение при нейно отсъствие. Крайният резултат е компромис във вид на централна преграда само за машинните и част от котелните отделения, а също и поставянето на устройства против наводняване, позволяващи бързо да се изравни кренът на кораба. Такава система се използва и на последващите японски крайцери, самолетоносачи, големите минни заградители и разрушителите от „специалния“ тип.
Съставляващите пояса и средната палуба плочи броня влизат в силовия набор на корпуса, увеличавайки неговата надлъжна здравина и икономисвайки тегло за сметка на липсата под него на стоманена обшивки.
Разпределението на теглото на елементите изглежда по следния начин:
|                             | Маса, t | В проценти |
| --------------------------- | ------- | ---------- |
| Корпус                      | 3144,2  | 33,1 %     |
| Бронева защита              | 1147,8  | 12,1 %     |
| Оборудване и снаряжение     | 757,6   | 8,0 %      |
| Въоръжение                  | 974,4   | 10,3 %     |
| Силова установка            | 2071,2  | 21,8 %     |
| Гориво                      | 1340,4  | 14,1 %     |
| Запаси прясна вода          | 61,5    | 0,6 %      |
| Водоизместимост с 2/3 запас | 9502,1  | 100 %      |

Независимо от всички предприети мерки за намаляван на теглото, претоварването се оказва значително, и водоизместимостта на изпитанията с 11% надхвърлят проектната величина от 8586 тона. Метацентричната височина по проект с 2/3 запаси трябва да превишава 1 m, фактически на изпитанията на крайцера „Фурутака“ за стабилност през февруари 1937 г. са получени цифрите от 1,01 m при натоварване 2/3 от пълното (9996 t) и 0,46 m при облекчен вид (8075 t).
Изяснява се в хода на експлоатацията значителен недостатък е ниското качество на нитоване на бордовите плочи – в частност, при докуването на крайцера „Фурутака“ в периода февруари—април 1932 г. в Куре е установена загубата на над три хиляди нита.

### Въоръжение
Главният калибър на крайцерите включва шест 200 mm оръдия в шест еднооръдейни полукули. Дадената артсистема се разработва в Морския арсенал Куре под ръководството на инженера Тийокичи Хата в периода 1916 – 1921 г., на въоръжение във ВМФ на Япония е приета през 1924 г. 200 mm оръдие Тип 3 има дължина на ствола 50 калибра и проектна скорострелност от 5 изстрела в минута. То има обмотан ствол и бутален затвор, масата му съставлява 17,9 тона.
Оръдията са поставени по линейно-терасовидната схема – три полукули „пирамидално“ на носа и три аналогично на кърмата. Използваната установка тип А конструктивно е сходна с по-ранните сдвоени 140 mm полукули на крайцера „Юбари“. При маса от 57,5 тона и диаметър на основата от 3,2 m те са защитени с плочи от стомана HT с дебелина 25 mm (чело и бордове), 19 mm (покрив) и 6,4 mm (гръб). Насочването по хоризонтала се осъществява от електрохидравлична трансмисия с мощност от 14 к.с., по вертикала – от осем конен електромотор. Максималната далечина на стрелбата със 110 kg бронебоен снаряд Тип 5 при ъгъл на възвишение от 25° достига 24 km.
Подаването на боеприпасите до нивото на средната палуба става за всяка полукула с два верижни кофични подемника. По първия, задвижван от електродвигател с 8 к.с., се подават 110 kg снаряди, по втория, с пет к.с. – 32,6 kg заряди в картузи. След това те се претоварват на хидравличен подемник и се качват в бойното отделение, където ръчно се зареждат. Поради тази не много удачна компоновка на подаването скорострелността силно зависи от физическото състояние на разчета и реално е доста по-ниска от проектните стойности, съставлявайки два изстрела в минута.
Системата за управление на огъня им включва два директора Тип 14 – на върха на носовата надстройка (главен) и над хангара за хидросамолетите (резервен), два 3,5-метрови далекомера, изчислител на курса и скоростта на целите от Тип 13 и прожектор Тип 90.
За борба със самолетите в централната част на корпуса има 4 76 mm оръдия Тип 3 в единични установки. Тази артсистема е разработена в периода 1914 – 1915 г. и приета на въоръжение на 4 февруари 1916 г. С максимален ъгъл на възвишение от 75° и досегаемост по височина 5300 метра тя се счита за сравнително ефективна за поразяване на бавни аероплани на малки и средни височини. В допълнение към тези оръдия на мостика също има и 2 7,7 mm картечници конструкция на Люис.
Торпедното въоръжение се състои от шест сдвоени 610 mm торпедни апарата Тип 12, разположени на средната палуба. Изстрелваните от тях парогазови торпеда Тип 8 №2 при стартова маса от 2,362 тона носят 346 kg тринитрофенол и могат да изминат 20 000 m на 27 възела, 15 000 на 32 и 10 000 на 38. За управлението на стрелбата им на покрива на третия етаж на надстройката има поставени два торпедни директора Тип 14.
Изначално при разработката на проекта Хирага предполага да не поставя ТА, считайки ги за прекалено уязвимо място на голям кораб. Но МГЩ още тогава залага на нощните боеве, и в крайна сметка всички строени в Япония тежки крайцери имат и мощно торпедно въоръжение.
Крайцерите имат и 26,6-метрова стартова платформа, разположена пред и на покрива на четвъртата кула на ГК. От нея стартират разузнавателните хидросамолети Heinkel HD 26 (едноместен) и Heinkel HD 25 (двуместен), а по-късно и лицензионният вариант на втория – Тип 2. Хангарът за тях се намира зад задния комин.

### Бронева защита
Основният броневи пояс от плочи NVNC при дължина 79,88 m, ширина 4,12 m и дебелина 76 mm защитава котелните и машинните отделения. Както и на „Юбари“, той се крепи непосредствено към шпангоутите с наклон от 9° и се явява част от силовия набор на корпуса, бидейки при това, обаче, външен, а не вътрешен. При проектната стандартна водоизместимост поясът излиза от водата на 3,28 m, с натоварване 2/3 от пълното – на 2,21 m. По проект, той трябва да издържа на попадения от 152 mm снаряди, изстреляни от дистанция 12 000 – 15 000 m, за защита от 203 mm главен калибър на вашингтонските крайцери не може да става и дума.
Към горния край на пояса се стикова средната палуба, съставена на този участък от плочи NVNC с дебелина 35 mm (близо към средната част – 32 mm) и играеща ролята на хоризонтална защита на силовата установка. Тя е с карапасна (черупковидна) форма, огъната от бордовете към центъра на 15 cm, и също влиза в силовия набор на корпуса, крепейки се непосредствено към бимсовете.
Каналите на комините се прикриват от 38 mm плочи NVNC на 1,27 m от нивото на средната палуба. Допълнително на нивото на горната палуба те са защитени от плочи стомана марка HT със сумарна дебелина 48 (28,6+19) mm.
Носовия и кърмовия погреби за боезапаса се прикриват от плочи NVNC с дебелина 51 mm по бордовете и 35 mm – отгоре. Рулевото отделение се закрива от всички страни с 12,7 mm и 25 mm броня, кулоподобната надстройка изначално няма никаква защита.
Защитата на подводната част на корпуса се ограничава до двойно дъно и цистерните за течното гориво, играещи ролята на бул. Бронирана противоторпедна преграда няма поради тегловите ограничения, а също и поради показаната в хода на обстрелите на корпуса на недостроения линкор „Тоса“ недостатъчна ефективност на такъв род защита.
Сумарното тегло на бронирането на крайцерите съставлява под 1200 t или 12% от водоизместимост 2/3 от пълната, въпреки това тя значително превъзхожда това на предшествениците: при 5500-тонните крайцери този дял съставлява 3 – 4%, при „Юбари“ – 8,6%.

### Енергетична установка
На крайцерите има 4 турбозъбчати агрегата „Мицубиши-Парсънс“ („Фурутака“) или „Браун-Къртис“ („Како“) с мощност по 25 500 к.с. (18,75 МW), задвижващи 4 трилопастни гребни винта. Тези агрегати са последните ТЗА чуждестранна разработка, поставяни на японски военни кораби. Сумарната им мощност от 102 хиляди конски сили по проект трябва да осигурява максимална скорост на ход от 34,5 възела.
И в двата случая всеки агрегат включва в себе си реактивна турбина за малко налягане (13 000 к.с. при 2000 rpm) и активна за високото (12 500 к.с. при 3000 rpm). През редуктор с двойна хеликоидна предавка (едно централно зъбно колело и по две малки от всяка турбина) те въртят вала на 3,51-метровия гребен винт, с максимална честота на оборотите едва 360 rpm. За външните валове работят предните ТЗА, за вътрешните – задните.
В корпусите на турбините ниско налягане (ТНН) се намират турбината за заден ход с обща мощност 28 000 к.с. (по 7000 к.с. всяка), въртящи винтовете в направление, обратно на въртенето им при преден ход. Парата при преход на такъв режим постъпва в тях директно, заобикаляйки ТВН.
За икономичния ход се използват съвместно крейсерските степени на ТВН и отделни турбини за крейсерски ход (ТКХ) в предните ТЗА, съединени със зъбна предавка. При скорост от 14 възела и по-малко парата постъпва на ТКХ, а от нея на крейсерската степен на ТВН, а след това на останалите степени ТВН и ТНН, и вече след това – в кондензатор. На пълен ход ТКХ се разединяват, и парата отида направо в ТВН. Сумарната мощност на паротурбинната установка в крейсерски режим (14,5-възлова скорост на хода) съставлява 4879 к.с. .
Щатния максимален запас гориво съставлява 400 t въглища и 1400 t мазут, което дава проектна далечина на плаване от 7000 морски мили на 14-възлов ход. При фактическите първи години служба (570 t въглища и 1010 t мазут) нейната величина е по-малка и съставлява 6000 мили. Часовия разход на мазут в крейсерски режим на изпитанията съставлява 3,18 тона/час, или 652 грама на конска сила в час.
Отработената пара се събира в четири еднопоточни кондензатори тип „Унифлукс“ (четири до ТНН и четири под тях). Всяко машинно отделение има два нагнетателни и два смукателни електрически вентилатора тип „Сироко“, а също и цистерна с прясна вода в предната негова част.
Па́рата за турбозъбчатите агрегати се произвежда от дванадесет трибарабанни водотръбни котли тип „Кампон Ро Го“, разполагащи се в седем котелни отделения. В първото се намират два средни нефтени котела, от второ до пето – по два големи нефтени, в шестото и седмото – по един малък смесен. Работното налягане на прегрятата пара е 18,3 kgf/cm² при температура 156 °C. Повишената с 56° по сравнение с обикновената наситена пара температура позволява с 10% да се снижи разходът на гориво в крейсерския режим, но води до по-силна корозия на тръбичките. Всяко котелно отделение има главна захранваща помпа и горивонагревател, всеки отделен котел – по два нагнетателни вентилатора и нагревател за захранващата вода. За отвод на продуктите на горене се използват два комина: преден сдвоен (от 1 до 5 котелно отделение) и заден единичен (6 – 7 отделения).
За захранване на корабната електромрежа (с напрежение – 225 V) се използват четири бензинови електрогенератора (два по 67,5 КW и два по 90 КW, със сумарна мощност 315 КW), разположени отпред и зад машинното отделение, на нивото на трюмната палуба. Рулевото устройство на крайцери включва в себе си отделна двуцилиндрова парна машина, посредством хидроцилиндър задвижващо балансиран рул.
| Резултати от ходовите изпитания на крайцерите | Резултати от ходовите изпитания на крайцерите | Резултати от ходовите изпитания на крайцерите | Резултати от ходовите изпитания на крайцерите | Резултати от ходовите изпитания на крайцерите | Резултати от ходовите изпитания на крайцерите |
|                                               | Дата                                          | Място на провеждане                           | Водоизместимост, тона                         | Мощност на силовата установка, к.с.           | Скорост, възела                               |
| --------------------------------------------- | --------------------------------------------- | --------------------------------------------- | --------------------------------------------- | --------------------------------------------- | --------------------------------------------- |
| „Фурутака“                                    | 10 септември 1925 г.                          | Района на остров Косикиджима                  | 8640                                          | 106 352                                       | 35,221                                        |
| „Како“                                        | 1 май 1926 г.                                 | Пролив Кий                                    | 8640                                          | 103 971                                       | 34,899                                        |

Двата крайцери превишават проектната скорост от 34,5 възела. Но изпитанията се провеждат при проектна водоизместимост с 2/3 запаси (8600 тона), а не при фактическа, което поради претоварването е повече с 900 тона.

### Екипаж и условия на обитаемост
По проект екипажът на крайцерите включва 604 души: 45 офицера и 559 нисши чинове.
Каютите на командния състав се намират в носовата части на средната палуба, кубриците за редовия – на долната и жилищната палуби на носа и на средната в кърмата. За един човек са отделени 1,5 – 1,6 квадратни метра жилищно пространство, което съответства на нивото на 5500-тонните крайцери и за кораб с такива размери се счита за явно недостатъчно. Заради теснотата си корабите от типа „Фурутака“ и последващия тип „Аоба“ получават сред моряците прякора „суйдзокукан“ („Аквариуми“).
Както и при „Юбари“, илюминаторите на долните кубрици са разположени прекалено близко до водолинията, и при плаване се налага да бъдат затваряни, за да не се заливат от морската вода. Освен това, при плаване в тропиците недостатъчни се оказват и възможностите на естествената и изкуствената вентилация.

## Строителство
Поръчките за двата крайцера на стойност по 15 млн. йени са дадени на корабостроителниците на „Мицубиши“ в Нагазаки и „Кавазаки“ в Кобе на 20 юни 1922 г. На 11 август кораб №2 получава името „Фурутака“ в чест на планината на остров Етаджима, в съседство с военната академия на Императорския флот. Първият крайцер на 9 октомври по неясна причина е наречен „Како“ в чест на река в префектура Хього, в нарушение на установения през 1913 г. ред на наименуване. На 17 ноември той е заложен в Кобе със строителен номер 540. „Фурутака“ е заложен на 5 декември в Нагазаки под номер 390. Поради народни вълнения и станалото на 1 септември на следващата година катастрофално земетресение строителството на първо време върви бавно, а на „Како“ и въобще е прекъснато за 3 месеца поради падането на портален кран. „Фурутака“ е спуснат на вода на 25 февруари 1925 г. и излиза на ходови изпитания през септември, но поради проблеми с турбините планираното за 23 ноември негово предаване на флота се състои едва на 31 март на следващата година. Спускането на „Како“ е на 10 април 1925 г., а е предаден на флота на 20 юли 1926 г.
Третият („Кинугаса“) и четвъртият („Аоба“) крайцери, заложени на същите места в периода януари—февруари 1924 г., се строят по подобрен проект (с нови сдвоени 200 mm установки и 120 mm зенитни оръдия) и днес са определяни като отделния тип „Аоба“.
| Име               | Място на построяване                       | Поръчан     | Заложен         | Спуснат на вода  | Въведен в експлоатация | Съдба                                                            |
| ----------------- | ------------------------------------------ | ----------- | --------------- | ---------------- | ---------------------- | ---------------------------------------------------------------- |
| „Фурутака“ (古鷹) | Корабостроителница на „Мицубиши“, Нагазаки | 20 юни 1922 | 5 декември 1922 | 25 февруари 1925 | 31 март 1926           | Потопен в сражението при нос Есперанс на 12 октомври 1942 г.     |
| „Како“ (加古)     | Корабостроителница на „Кавазаки“, Кобе     | 20 юни 1922 | 17 ноември 1922 | 10 април 1925    | 20 юли 1926            | Торпилиран от американската подводница S-44 на 10 август 1942 г. |

## История на службата
След влизането им в строй „Фурутака“ и „Како“ са зачислени в състава на 5-та дивизия крайцери. През 1927 г. към тях се присъединяват и „Кинугаса“ с „Аоба“. През 1928 г. дивизията участва във Втората Шандунска експедиция и парада в чест на коронацията на император Хирохито. През март 1929 г. тя има къс поход до Циндао.
„Како“ в периода май-юни 1930 г. участва в плавания в южните морета, а на 26 октомври същата година в прегледа на флота в Кобе.
В периода 1931 – 1932 „Како“, а 1932 – 1933 г. и „Фурутака“ преминават през първата си голяма модернизация в корабостроителница в Куре.
През април 1933 г. „Како“ заедно с „Аоба“ и „Кинугаса“ осъществява стрелби по отписания крайцер „Тоне“. В периода юни-юли той извършва плаване към крайбрежието на Южен Китай, а на 25 август заедно с „Фурутака“ участва в морския парад в Йокохама.
„Фурутака“ след това плава към китайските брегове през септември 1934, март 1935 и април 1936 г.
В периода 1936 – 1937 „Како“ в Сасебо, а 1937 – 1939 г. и „Фурутака“ в Куре преминават през реконструкция.
След края на работите крайцерите са предадени в състава на 6-та дивизия, където се числят „Аоба“ (флагман) и „Кинугаса“. През март 1940 г. те имат поход към бреговете на Южен Китай, а на 11 октомври същата година участват в морския преглед в Йокохама, посветен на 2600 годишнината от основаването на японската държава от легендарния император Джиму.
В началото на Втората световна двата крайцера участват в превземането на Гуам, Уейк, Рабаул и Лае и сраженията в Коралово море. В хода на боя при остров Саво в нощта на 9 август 1942 г. плаващите 3-ти и 5-ти в колоната кораби на адмирал Микава „Како“ и „Фурутака“ изстрелват сумарно 345 203 mm снаряда и 16 кислородни торпеда Тип 93, участвайки в потопяването на 4 американски тежки крайцера и не получавайки при това никакви повреди.
При връщането към базата „Како“ е поразен от три торпеда на подводницата S-44 и потъва в течение на 5 минути, загиват 70 души.
„Фурутака“ участва в сражението при нос Есперанс в нощта на 12 октомври 1942 г., в хода на което получава до 90 попадения от американските крайцери, губи ход, и след двучасова борба за живучест е изоставен от екипажа. Загиват и изчезват без вест 143 души.

## Модернизации
През първите пет години на службата корабите получават следните модификации:
- Есента на 1926 г. са поставени защитни чохли на въздухозаборниците на вентилаторите на котелно отделение №1;
- В периода от 22 декември 1926 до февруари 1927 г. са удължени двата комина, а техните калпаци са направени наклонени за намаляване на загазеността на мостика;
- Пролетта на 1928 г. на „Како“ е поставен експериментален дъждезащитен калпак на първия комин (виж снимката), свален е след няколко месеца;
- В 1929 – 1930 г. са свалени стартовите платформи[52].

Първата сериозна модернизация в Куре „Како“ преминава 1931 – 1932, а „Фурутака“ – в 1932 – 1933 г. При нея 76 mm зенитни оръдия Тип 3 са заменени със 120 mm Тип 10 в установки тип B2 с ПУАЗО Тип 91, добавени са две сдвоени 13,2 mm картечници Тип 93 (над мостика), две кулички с 2 m прожектори и катапулт Тип №2 Модел 1 (пред четвъртата кула на ГК). Корабите получават нов разузнавателен двуместен хидросамолет Тип 90 №2.
В периода 1936 – 1937 „Како“ в Сасебо, а 1937 – 1939 г. и „Фурутака“ в Куре преминават реконструкция, силно променила техния облик:
- Шестте 200 mm еднооръдейни установки тип A са заменени на три 203 mm двуоръдейни тип E2. Независимо от названието, по вътрешно устройство те са сходни по-скоро с по-ранните кули от типа C (използвани на типа „Аоба“). При маса от 170 тона и диаметър на основата 5,03 m те са защитени от плочи NVNC с дебелина 25 mm (чело, бордове, кърма, покрив) и 57 mm (барбет). Скорострелността достига 3 изстрела в минута, максималната далечина на стрелбата със 125,85 kg бронебоен снаряд Тип 91 при ъгъл на възвишение от 45° – 29,4 km[53]. Станалите нов главен калибър оръдия Тип 3 №2 са нови само условно: преди да попаднат на „Фурутака“ и „Како“, те са били на крайцерите „Ашигара“ и „Хагуро“, откъдето в периода 1933 – 1934 г. са свалени, разпробити от 200 до 203,2 mm и премаркирани[54].
- Поставени са два сдвоени 25 mm зенитни автомата Тип 96 на надстройката до задния комин. Двете картечници Тип 93 са преместени на издадената напред част от мостика[55].
- Сдвоените торпедни апарати Тип 12 са демонтирани, на тяхно място на горната палуба до катапулта са поставени два четворни Тип 92 Модел 1 с автоматизирана система за презареждане. От тях могат да се пускат парогазовите 610 mm торпеда Тип 90, а от 1940 г. – и кислородните Тип 93[55].
- Поставени са противоторпедни були и по-широки и дълги скулови килове[56].
- Носовата надстройка е преустроена, мостика сега се защитава от 36 mm (18+18) броня[57].
- Заменени са приборите за управление на огъня:

- За насочването на 203 mm оръдия сега се използват два директора Тип 94 (на същите места, където са били Тип 14), изчислител на курс и скорост на целта Тип 92, изчислителен прибор за малките ъгли на възвишение Тип 92 и три 6 m далекомера Тип 14 (на мостика и на кули №2 и №3).
- Системата за управление на огъня на 120 mm оръдия вече включва два далекомера Тип 94 и ПУАЗО Тип 91. Заедно с 25 mm автомати също са поставени два директора Тип 95. Освен тях, за следене за самолети има 80 mm и 120 mm бинокуляри.
- Системата за управление на торпедния огън вече е от два директора Тип 91 Модел 3, изчислител на курса и скоростта Тип 93, изчислителна машина Тип 93 и два контролни панела Тип 92.
- 90 cm прожектори са сменени с по-мощните 110 cm Тип 92.

- На мястото на стария катапулт е поставен новия Тип № 2 Модел 3 1-ва модификация, позволяващ пускането на хидросамолети с маса на излитане до 3000 kg. Щатно е планирано групировка от два триместни разузнавателни хидросамолета Тип 94 №2: един на стрелата на катапулта и един в разглобен вид на платформа пред гротмачтата. Реално до войната се базират един Тип 94 и един Тип 95[59].
- Прекомпоновани са котелните отделения, на мястото на 12 котела са поставени 10, всички с нефтено отопление. Във връзка с това задния комин е много стеснен[59].
- Въглищните бункери са заменени с танкове за течно гориво, с оглед допълнителните обеми в булите и в бившото котелно отделение №1 максималния запас мазут достига 1852 тона. Това съответства на далечина на плаване, увеличаваща се до 7900 морски мили[59].
- На турбините са заменени износените лопатки на роторите, с достигането на сумарна теоретична мощност на турбозъбчатите агрегати до 110 000 к.с.[59].
- Допълнително са поставени три електрогенератора: един с мощност 300 кW пред машинните отделения и два по 135 кW зад тях[60].

Екипажът след реконструкцията достига 639 души (50 офицера и 589 нисши чина), пълната водоизместимост – 11 273 тона. Максималната скорост поради поставянето на булите и големите по площ килове значително намалява и съставлява на изпитанията на крайцера „Фурутака“ от 9 юни 1939 г. 32,95 възела.
Есента на 1941 г. двата кораба получават размагнитваща намотка, предназначена за защита от магнитните морски мини.
| Сравнителна таблица за ТТХ на носените от крайцерите оръдия | Сравнителна таблица за ТТХ на носените от крайцерите оръдия | Сравнителна таблица за ТТХ на носените от крайцерите оръдия | Сравнителна таблица за ТТХ на носените от крайцерите оръдия | Сравнителна таблица за ТТХ на носените от крайцерите оръдия | Сравнителна таблица за ТТХ на носените от крайцерите оръдия |
| Оръдие                                                      | 20 cm/50 Тип 3 №1                                           | 20 cm/50 Тип 3 №2                                           | 8 cm/40 Тип 3                                               | 12 cm/45 Тип 10                                             | 25 mm Тип 96                                                |
| ----------------------------------------------------------- | ----------------------------------------------------------- | ----------------------------------------------------------- | ----------------------------------------------------------- | ----------------------------------------------------------- | ----------------------------------------------------------- |
| Година на приемане на въоръжение                            | 1924                                                        | 1931                                                        | 1916                                                        | 1926                                                        | 1936                                                        |
| Калибър, mm                                                 | 200                                                         | 203,2                                                       | 76,2                                                        | 120                                                         | 25                                                          |
| Дължина на ствола, калибра                                  | 50                                                          | 50                                                          | 40                                                          | 45                                                          | 60                                                          |
| Маса на оръдието със затвора, kg                            | 17 900                                                      | 19 000                                                      | 600                                                         | 2980                                                        | 115                                                         |
| Скорострелност, изстрела/минута                             | 2 – 5                                                       | 2 – 4                                                       | до 13                                                       | до 11                                                       | до 260                                                      |
| Установка                                                   | Тип A                                                       | Тип E2                                                      | –                                                           | Тип B2                                                      | —                                                           |
| Ъгли на насочване                                           | −5°/+25°                                                    | −5°/+55°                                                    | −5°/+75°                                                    | −10°/+75°                                                   | −10°/+85°                                                   |
| Тип зареждане                                               | Картузно                                                    | Картузно                                                    | Унитарно                                                    | Унитарно                                                    | Унитарно                                                    |
| Тип снаряд                                                  | Бронебоен Тип 5                                             | Бронебоен Тип 91                                            | Фугасен Тип 0                                               | Фугасен Тип 0                                               | Запалителен                                                 |
| Тегло на снаряда, kg                                        | 110,0                                                       | 125,85                                                      | 5,99                                                        | 20,45                                                       | 0,25                                                        |
| Тегло на метателния заряд                                   | 32,63 kg                                                    | 33,80 kg                                                    | 0,48 kg                                                     | 1,7 kg                                                      | —                                                           |
| Начална скорост, m/s                                        | 870                                                         | 835                                                         | 670                                                         | 825                                                         | 900                                                         |
| Максимална далечина на стрелбата, m                         | 24 000                                                      | 29 400                                                      | 10 800                                                      | 15 600                                                      | 7500                                                        |
| Досегаемост по височина – максимална, m                     | –                                                           | –                                                           | 6800                                                        | 10 065                                                      | 5250                                                        |
| Ефективна, m                                                | –                                                           | –                                                           | 5300                                                        | 8450                                                        | 1500                                                        |

| Състав на въоръжението на корабите през годините на служба | Състав на въоръжението на корабите през годините на служба | Състав на въоръжението на корабите през годините на служба | Състав на въоръжението на корабите през годините на служба |
|                                                            | „Фурутака“: IV.1926—XI.1932 „Како“: VII.1926—XI.1931       | „Фурутака“: II.1933—IV.1937 „Како“: V.1932—VII.1936        | „Фурутака“: IV.1939—X.1942 „Како“: XII.1937—VIII.1942      |
| ---------------------------------------------------------- | ---------------------------------------------------------- | ---------------------------------------------------------- | ---------------------------------------------------------- |
| Главен калибър                                             | 6×1 – 200 mm/50 Тип 3 №1                                   | 6×1 – 200 mm/50 Тип 3 №1                                   | 3×2 – 203 mm/50 Тип 3 №2                                   |
| Универсална артилерия                                      | 4×1 – 76 mm/40 Тип 3                                       | 4×1 – 120 mm/45 Тип 3                                      | 4×1 – 120 mm/45 Тип 3                                      |
| Малокалибрена зенитна артилерия                            | 2 × 1 7,7 mm Люис                                          | 2 × 2 13,2 mm Тип 93                                       | 4 × 2 – 25 mm/60 Тип 96, 2 × 2 13,2 mm Тип 93              |
| Торпедно въоръжение                                        | 12 (6 × 2) – 610 mm ТА Тип 12                              | 12 (6 × 2) – 610 mm ТА Тип 12                              | 8 (2 × 4) – 610 mm ТА Тип 92                               |
| Катапулти                                                  | –                                                          | 1 × Тип №2 Модел 1                                         | 1 × Тип №2 Модел 3                                         |

## Оценка на проекта
| Сравнителни ТТХ на крайцерите типове „Фурутака“, „Аоба“, „Омаха“ и „Хокинс“ | Сравнителни ТТХ на крайцерите типове „Фурутака“, „Аоба“, „Омаха“ и „Хокинс“ | Сравнителни ТТХ на крайцерите типове „Фурутака“, „Аоба“, „Омаха“ и „Хокинс“ | Сравнителни ТТХ на крайцерите типове „Фурутака“, „Аоба“, „Омаха“ и „Хокинс“ | Сравнителни ТТХ на крайцерите типове „Фурутака“, „Аоба“, „Омаха“ и „Хокинс“ |
|                                                                             | „Фурутака“ · Япония                                                         | „Аоба“ · Япония                                                             | „Омаха“ САЩ                                                                 | „Хокинс“ · Великобритания                                                   |
| --------------------------------------------------------------------------- | --------------------------------------------------------------------------- | --------------------------------------------------------------------------- | --------------------------------------------------------------------------- | --------------------------------------------------------------------------- |
| Година на залагане/влизане в строй                                          | 1922/1926                                                                   | 1924/1927                                                                   | 1918/1923                                                                   | 1916/1919                                                                   |
| Водоизместимост, стандартна/пълна, t                                        | 7950/10 252                                                                 | 8300/10 583                                                                 | 7163/9660                                                                   | 9906/12 385                                                                 |
| Силова установка, к.с.                                                      | 102 000                                                                     | 102 000                                                                     | 90 000                                                                      | 60 000                                                                      |
| Максимална скорост, възела                                                  | 34,5                                                                        | 34,5                                                                        | 34                                                                          | 30                                                                          |
| Далечина на плаване, мили при скорост, възела                               | 7000 (14)                                                                   | 7000 (14)                                                                   | 10 000 (14)                                                                 | 5400 (14)                                                                   |
| Артилерия на главния калибър                                                | 6×1 – 200 mm/50 Тип 3 №1                                                    | 3×2 – 200 mm/50 Тип 3 №1                                                    | 2×2, 8×1 – 152 mm/53 Mk 16                                                  | 7×1 – 190 mm/50 BL Mk VI                                                    |
| Универсална артилерия                                                       | 4×1 – 76 mm/40 Тип 3                                                        | 4×1 – 120 mm/45 Тип 3                                                       | 4×1 – 76 mm/50                                                              | 6×1 – 76 mm/50 и 4×1 – 76 mm/20 Mk I                                        |
| Торпедно въоръжение                                                         | 6×2 – 610 mm ТА                                                             | 6×2 – 610 mm ТА                                                             | 2×3 – 533 mm ТА                                                             | 3×2 – 533 mm ТА                                                             |
| Авиогрупа                                                                   | 1 стартова платформа, 1 хидросамолет                                        | 1 катапулт, 1 хидросамолет                                                  | 2 хидросамолета                                                             | -                                                                           |
| Брониране, mm                                                               | Борд– 76, палуба– 32 – 35, кули – 25                                        | Борд – 76, палуба – 32 – 35, кули – 25, мостик – 35                         | Борд – 76, палуба – 38                                                      | Борд – 75, палуба – 25 – 40, рубка – 75                                     |
| Екипаж                                                                      | 604                                                                         | 622                                                                         | 458                                                                         | 712                                                                         |

Крайцерите от типа „Фурутака“ изначално са проектирани като ескадрени разузнавачи за флота по програмите „8 – 4“ и „8 – 8“, които трябва да не отстъпват на вероятния противник – американските кораби тип „Омаха“ и британските от типа „Хокинс“. Тази задача като цяло е изпълнена. Но още преди залагането им е подписан Вашингтонския морски договор, направил де факто стандартни 10 000-тонните тежки крайцери с 8 – 10 осемдюймови оръдия. Първите такива кораби („Миоко“ и „Нати“) са заложени в Япония още през есента на 1924 г. Още повече, самия проект на крайцерите от типа „Фурутака“ има сериозни недостатъци, такива като ниската скорострелност на главния калибър поради малоудачната конструкция на подаването на боеприпасите, остарялото още към момента зенитно въоръжение, теснотата и лошата вентилация на жилищните помещения. Предизвиканото от грешни изчисления строително претоварване достига 900 тона, или 11% от водоизместимостта с 2/3 запаси (нормални тогава са величините 5% за малките кораби и 2% – за големите), което увеличава газенето с метър (и така намалява величината на височината на броневия пояс над водата) и влошава устойчивостта. Лошо е и самото качество на строеж. Частично те са отстранени при следващата двойка кораби и в хода на модернизациите.
Нееднозначна е и нехарактерната за другите флотове особеност, като мощното торпедно въоръжение. Последното, донесло значителни успехи на ЯИФ през първата година на Тихоокеанската война, е едновременно и слабото място на тежките крайцери японска постройка – взривовете на собствените торпеда от попадения на бомби и снаряди водят до гибелта на три кораба („Микума“, „Фурутака“, „Судзуя“) и сериозни повреди на още два („Аоба“, „Могами“).
| ТТХ на първите вашингтонски крайцери         | ТТХ на първите вашингтонски крайцери              | ТТХ на първите вашингтонски крайцери | ТТХ на първите вашингтонски крайцери   | ТТХ на първите вашингтонски крайцери | ТТХ на първите вашингтонски крайцери                      |
|                                              | Япония„Миоко“                                     | Великобритания„Кент“                 | САЩ„Пенсакола“                         | Франция„Дюкен“                       | Италия„Тренто“                                            |
| -------------------------------------------- | ------------------------------------------------- | ------------------------------------ | -------------------------------------- | ------------------------------------ | --------------------------------------------------------- |
| Година на залагане/влизане в строй           | 1924/1929                                         | 1924/1928                            | 1925/1928                              | 1924/1928                            | 1925/1929                                                 |
| Водоизместимост, стандартна/пълна, т         | 10 980/14 194                                     | 9906/13 614                          | 9242/11 696                            | 10 000/12 200                        | 10 344/13 344                                             |
| Силова установка, к.с.                       | 130 000                                           | 80 000                               | 107 000                                | 120 000                              | 150 000                                                   |
| Максимална скорост, възела                   | 35,5                                              | 31,5                                 | 32,5                                   | 33,75                                | 36                                                        |
| Далечина на плаване, мили на скорост, възела | 7000 (14)                                         | 8000 (10)                            | 10 000 (15)                            | 4500 (15)                            | 4160 (16)                                                 |
| Артилерия на главния калибър                 | 5×2 – 200 мм/50 Тип 3 № 1                         | 4×2 – 203 mm/50 Mk VIII              | 2×3, 2×2 – 203 mm/55 Mk 9              | 4×2 – 203 mm/50 Mod 24               | 4×2 – 203 mm/50 Mod. 24                                   |
| Универсална артилерия                        | 6×1 – 120 mm/45 Тип 3                             | 4×1 – 102 mm/45 Mk V                 | 4×1 – 127 mm/25                        | 8×1 – 76 mm/60 Mod 22                | 8×2 – 100 mm/47 Mod. 24                                   |
| Торпедно въоръжение                          | 4×3 – 610 mm ТА                                   | 2×4 – 533 mm ТА                      | 2×3 – 533 mm ТА                        | 2×3 – 533 mm ТА                      | 4×2 – 533 mm ТА                                           |
| Авиогрупа                                    | 1 катапулт, 2 хидросамолета                       | -                                    | 2 катапулта, до 4 самолета             | 1 катапулт, 2 хидросамолета          | 1 катапулт, 2 хидросамолета                               |
| Брониране, мм                                | Пояс – 102, палуба – 32 – 35, кули – 25, ПТП – 58 | Пояс – 25, палуба – 32, кули – 25    | Пояс – 63, палуба – 44, кули – 63 – 19 | Палуба – 30, кули – 30, рубка – 100  | Пояс – 70, палуба – 20 – 50, кули – 100, рубка – 40 – 100 |
| Екипаж                                       | 764                                               | 685                                  | 631                                    | 605                                  | 723                                                       |

## Коментари
1. ↑  При влизането им в строй са класифицирани като крайцери 1-ви клас (ито дзюнъйокан, по водоизместимост), от 1931 г. като клас A (ко-кю дзюнъйокан, с 8-дюймов главен калибър, т.е. тежки).
2. ↑  Бъдещият тип „Омаха“, на този етап има следния вид: 7100 тона, 35 възела, 8 152/53 оръдия, 2 сдвоени 533 mm ТА, 2 катапулта за 2 – 4 хидросамолета.
3. ↑  25 юли 1919 г.
4. ↑  Корабите от типа „Омаха“ превъзхождат 5500-тонните крайцери по тегло на залпа с 2/3, а „Хокинс “ – почти 2,5 пъти (381 и 544 kg против 228). При проекта от 1918 г. залпът трябва да тежи 380 (с 10 140 mm оръдия) или 456 (с 12 140 mm) kg, при окончателния вариант (с 6 200 mm) тази величина достига 660 kg.
5. ↑  Данните са от изпитанията на крайцера „Како“ на 18 юли 1926 г.
6. ↑  По-късно е преименувано на Тип 3 №1, за да се избегне объркването с по-новия Тип 3 №2.
7. ↑  Хромникелова бронева стомана, съдържаща 0,43 – 0,53% въглерод, 3,7 – 4,2% никел и 1,8 – 2,2% хром. Аналог на по-ранната британска тип VH, и се произвежда в Япония от началото на 20-те години. Виж Лакруа и Уелс, с. 742 – 743.
8. ↑  Конструкционна стомана с повишена якост, съдържаща 0,35% въглерод и 0,8 – 1,2% манган.
9. ↑  От 1913 г. в ЯИФ е установен ред за именуване на крайцерите от 1-ви клас в чест на планини, а от 2-ри клас в чест на реки. По неизвестни причини е повторно използвано названието на недостроения лек крайцер от типа „Сендай“, разкомплектован на стапела в Сасебо през същата година.
10. ↑  За Хокинс“ и „Омаха“ нормалната/пълната, в дълги тонове е преизчислена в метрични тонове.
11. ↑  За американските и британските кораби дългите тонове са преизчислени в метрични.